# ライフ (コンピュータゲーム)
ライフ (life) は、コンピュータゲームにおいてプレイヤーキャラクターおよび自機が持つ体力、耐久力、生命力を表したものである。また、自機の残り数を表すプレイヤーストックという意味で使用されることもある。作品によってはバイタリティとも呼称される。

## 概要
ライフは、自機が敵キャラクターや敵の放った攻撃や弾丸などに触れたり、トラップに陥ったりするなどしてダメージを受けると値が減少していき、基本的に0になるとミス（自機の死亡）となる。ミスとなったときは、プレイヤーストック制が採用されているゲームでは自機が1つ減り、採用されていないゲームではゲームオーバーとなる。減少した値はゲーム内に登場するパワーアップアイテムをキャラクターが入手あるいは使用することで、ライフの値を回復させたり最大値を増やしたりできることもある。表示のされ方としては、ゲージ（メーター）やハートなどで表される。
また、コンピューターゲームにおいて、ライフの類似概念としてヒットポイントがある。これは、体力などの概念を数値で表したもので、主にコンピュータRPGに用いられている。これに対しライフはアクションゲーム、対戦型格闘ゲーム、シューティングゲーム、アクションロールプレイングゲームなどで用いられており、ゲージ（メーター）として画面に表示されることが多く、数値として表示されることは少ない。ただし、ヒットポイントが数値とゲージの両方で表現されることもある。
『シャドウゲイト』の松明のように、徐々に減少して完全に消滅するとミスとなる物もライフと言われることがある。

## ライフゲージ
ライフの存在するゲームの内、多くのゲームではライフゲージが表示される。自機のゲージのみ表示されることもあるが『ロックマン』シリーズの様に、ボスキャラクターにもライフゲージが存在していることもある。